# جوزف آیچکورن
جوزف آیچکورن (انگلیسی: Josef Eichkorn؛ زادهٔ ۱۶ سپتامبر ۱۹۵۶) بازیکن فوتبال اهل آلمان است.

## یادکرد ویکی‌پدیا
- مشارکت‌کنندگان ویکی‌پدیا. «Josef Eichkorn». در دانشنامهٔ ویکی‌پدیای انگلیسی، بازبینی‌شده در ۱۳ آوریل ۲۰۲۲.